# Aldo Mongiano
Dom Aldo Mongiano CMI (Pontestura, 1 de novembro de 1919 — Moncalvo, 15 de abril de 2020) foi bispo católico italiano, emérito da Diocese de Roraima, no Brasil, da qual foi o primeiro bispo.

## Biografia
Dom Aldo nasceu em Pontestura, comuna italiana da região do Piemonte, filho de Maria Sarrafero e de Giovanni Battista Mongiano.
Cursou Filosofia, entre 1936 e 1939, no Seminário do Instituto da Consolata em Chiusa di Pesio. Em 2 de outubro de 1939, fez seus votos perpétuos na dita congregação. Em seguida, foi enviado para o Seminário da Consolata em Turim, onde cursou Teologia. Recebeu o presbiterato em 3 de junho de 1943. Especializou-se em pastoral missionária pelo Centro Internacional Lumen Vitae, em Bruxelas, Bélgica.
Foi reitor do Seminário Menor de Fátima, em Portugal, de 1947 a 1957, quando partiu para uma nova missão em Moçambique, sendo o superior provincial dos padres da Consolata, de 1958 a 1969.
A partir de 1971, tornou-se administrador regional dos padres da Consolata de Maputo. Encontrava-se no desempenho desta função quando, em 14 de maio de 1975, o papa Paulo VI o escolheu para reger a então prelazia de Roraima, no Brasil, em substituição a Dom Servílio Conti, que também era missionário da Consolata, preconizando-o bispo titular de Nasai. Sua sagração episcopal ocorreu em 5 de outubro seguinte, na Catedral de Santo Evasio, em Casale Monferrato, Itália, pelas mãos do bispo local, Dom Carlo Cavalla, auxiliado por Dom Giuseppe Angrisani, bispo emérito daquela diocese, e por Dom Luigi Bettazzi, bispo de Ivrea.
Seu episcopado foi marcado pela luta em favor dos direitos dos povos indígenas. Erigiu as atuais paróquias e comunidades católicas existentes em Roraima.
Em 3 de outubro de 1979, a prelazia de Roraima foi elevada à de diocese, e dom Aldo foi empossado bispo em 4 de dezembro seguinte.
Na década de 1990, acolheu na diocese novas congregações religiosas: Irmãs da Providência de GAP, Servas do Espírito Santo, Filhas da Caridade, Irmãzinhas da Imaculada Conceição e a Ordem dos Frades Menores. Abriu o seminário, ordenou o primeiro padre diocesano e introduziu também o diaconato permanente. Abriu uma nova missão junto aos povos Yanomami – missão Xitei, construiu a Casa Paulo VI, o hospital de cura.
Após cerca de vinte anos de episcopado, dom Aldo teve que renunciar por atingir a idade canônica, o que se deu em 26 de junho de 1996; em seguida, pegou sua residencia em Pontestura, na Itália.;
Faleceu em 15 de abril de 2020, aos cem anos.